# Опоку, Квадво
Квадво Опоку (англ. Kwadwo Opoku; род. 13 июля 2001, Аккра) — ганский футболист, нападающий клуба «Клёб де Фут Монреаль».

## Клубная карьера
Опоку — воспитанник ганской футбольной академии «Аттрам де Виссер».
6 октября 2020 года Опоку перешёл в клуб MLS «Лос-Анджелес». В американской лиге он дебютировал 11 октября в матче против «Сиэтл Саундерс», выйдя на замену перед финальным свистком. 16 декабря в поединке четвертьфинала Лиги чемпионов КОНКАКАФ 2020 против мексиканского «Крус Асуля» он забил свой первый гол за «Лос-Анджелес». 12 мая 2021 года Опоку был отдан в аренду клубу Чемпионшипа ЮСЛ «Лас-Вегас Лайтс» на матч того же дня против «Сакраменто Рипаблик». 12 марта 2022 года в матче против «Интер Майами» он забил свой первый в MLS. В сезоне 2022 Опоку помог «Лос-Анджелесу» завоевать Кубок MLS и Supporters’ Shield.
5 июля 2023 года Опоку был продан в «Клёб де Фут Монреаль» за $1,75 млн в общих распределительных средствах. За канадский клуб он дебютировал 13 июля в матче против «Чикаго Файр». 16 июля в матче против «Шарлотта» он забил свой первый гол за «Монреаль». 24 июля Опоку подписал с «КФ Монреаль» новый контракт до конца сезона 2026 с опцией продления на сезон 2027.

## Достижения
Командные
 «Лос-Анджелес»
- Чемпион MLS (обладатель Кубка MLS): 2022
- Победитель регулярного чемпионата MLS: 2022